# Bagneux-la-Fosse
Pour les articles homonymes, voir Bagneux et Fosse.
Bagneux-la-Fosse est une commune française, située dans le département de l'Aube en région Grand Est.

## Géographie
| Pargues          | Avirey-Lingey       |            |
| Balnot-la-Grange | Bagneux-la-Fosse    | Les Riceys |
|                  | Bragelogne-Beauvoir |            |

Située sur la rive gauche de la Sarce.

### Toponymie
Sur l'atlas de Cassini, le nom était encore Bagneux, toponyme qui selon Longnon, dérivait de Balneolum pour un lieu romain où se situent des bains, le village se situant sur la route romaine de Troyes à Vertault. La première mention de La-Fosse remonte à 1679.
Sur son territoire  : les Bruyères, le Caurroy, la Chapelle, la Commanderie, Dormont, le Fort-Saint-Eloi, le Fourneau, le Hayet, Lozenois, la Maladière, les Mèz, le Mouin-à-vent, Ormont, les Reules, Rochefort, sur un cadastre de 1834.

### Hydrographie
La commune est dans la région hydrographique « la Seine de sa source au confluent de l'Oise (exclu) » au sein du bassin Seine-Normandie. Elle est drainée par la Sarce et divers autres petits cours d'eau,.
La Sarce, d'une longueur de 30 km, prend sa source dans la commune de Bragelogne-Beauvoir et se jette  dans un bras de la Seine à Virey-sous-Bar, après avoir traversé huit communes.

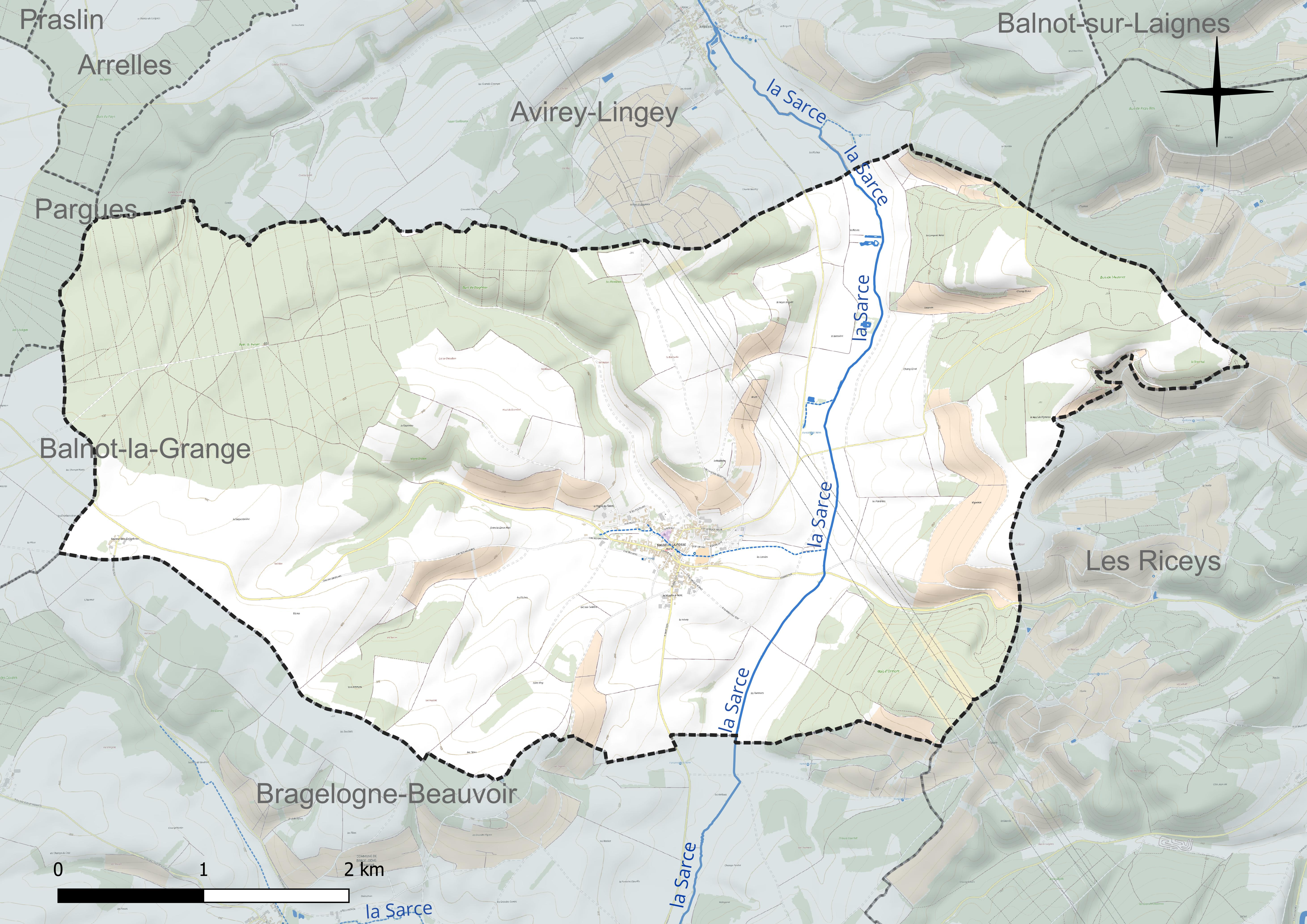
Réseau hydrographique de Bagneux-la-Fosse.

### Climat
Pour des articles plus généraux, voir Climat du Grand Est et Climat de l'Aube.
En 2010, le climat de la commune est de type climat océanique dégradé des plaines du Centre et du Nord, selon une étude du Centre national de la recherche scientifique s'appuyant sur une série de données couvrant la période 1971-2000. En 2020, Météo-France publie une typologie des climats de la France métropolitaine dans laquelle la commune est exposée à un climat océanique altéré et est dans la région climatique Lorraine, plateau de Langres, Morvan, caractérisée par un hiver rude (1,5 °C), des vents modérés et des brouillards fréquents en automne et hiver.
Pour la période 1971-2000, la température annuelle moyenne est de 10,5 °C, avec une amplitude thermique annuelle de 15,8 °C. Le cumul annuel moyen de précipitations est de 832 mm, avec 12,7 jours de précipitations en janvier et 8,3 jours en juillet. Pour la période 1991-2020, la température moyenne annuelle observée sur la station météorologique de Météo-France la plus proche, « Celles-sur-ource », sur la commune de Celles-sur-Ource à 12 km à vol d'oiseau, est de 11,4 °C et le cumul annuel moyen de précipitations est de 747,2 mm. 
La température maximale relevée sur cette station est de 40,6 °C, atteinte le 25 juillet 2019 ; la température minimale est de −15 °C, atteinte le 1er mars 2005,,.
Les paramètres climatiques de la commune ont été estimés pour le milieu du siècle (2041-2070) selon différents scénarios d'émission de gaz à effet de serre à partir des nouvelles projections climatiques de référence DRIAS-2020. Ils sont consultables sur un site dédié publié par Météo-France en novembre 2022.

## Urbanisme

### Typologie
Au 1er janvier 2024, Bagneux-la-Fosse est catégorisée commune rurale à habitat dispersé, selon la nouvelle grille communale de densité à 7 niveaux définie par l'Insee en 2022.
Elle est située hors unité urbaine et hors attraction des villes,.

### Occupation des sols
L'occupation des sols de la commune, telle qu'elle ressort de la base de données européenne d’occupation biophysique des sols Corine Land Cover (CLC), est marquée par l'importance des territoires agricoles (58,4 % en 2018), une proportion identique à celle de 1990 (58,4 %). La répartition détaillée en 2018 est la suivante : 
terres arables (50 %), forêts (39,9 %), cultures permanentes (7,2 %), zones urbanisées (1,7 %), zones agricoles hétérogènes (1,2 %). L'évolution de l’occupation des sols de la commune et de ses infrastructures peut être observée sur les différentes représentations cartographiques du territoire : la carte de Cassini (XVIIIe siècle), la carte d'état-major (1820-1866) et les cartes ou photos aériennes de l'IGN pour la période actuelle (1950 à aujourd'hui).

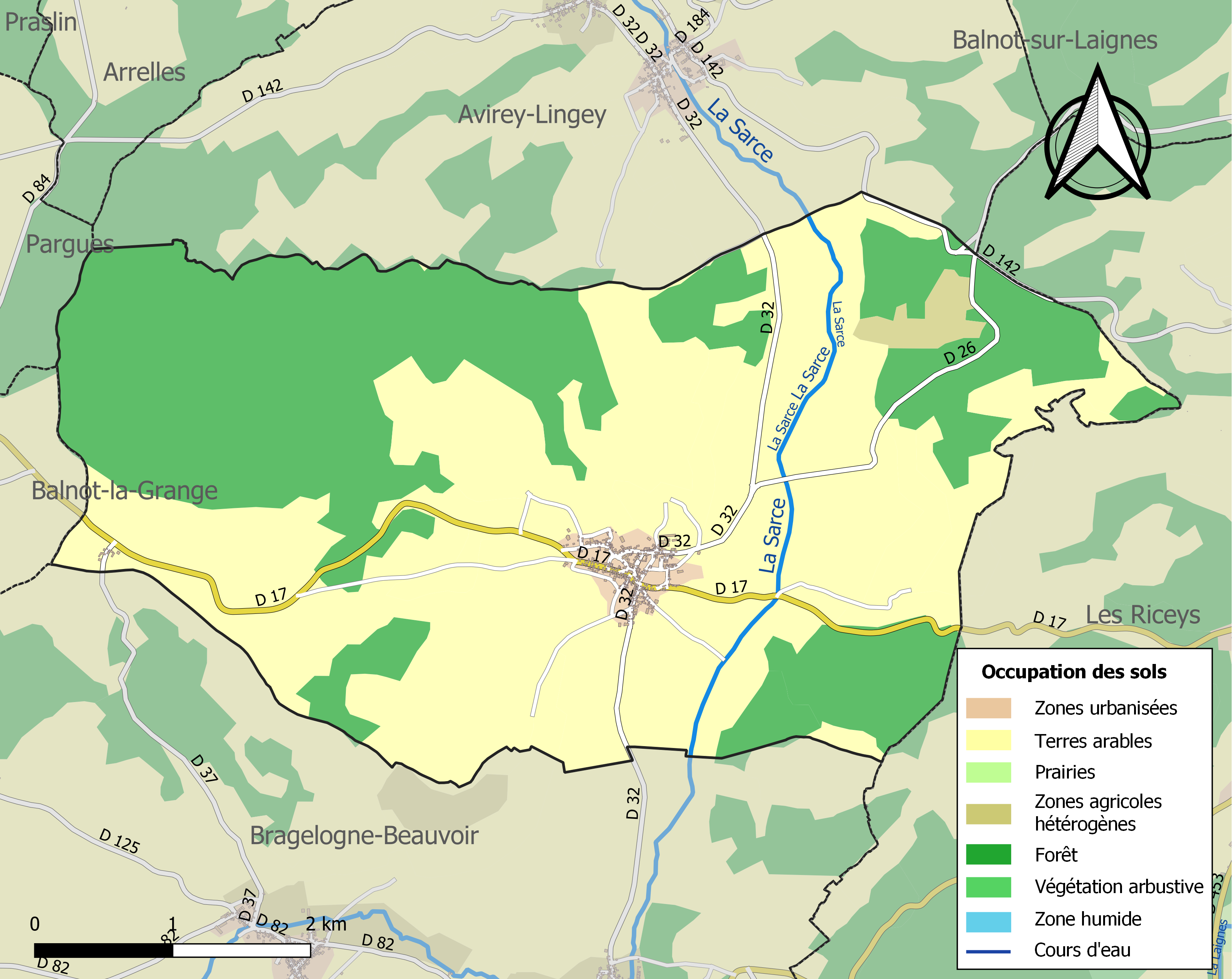
Carte des infrastructures et de l'occupation des sols de la commune en 2018 (CLC).

## Histoire
Le village est cité sur une charte de 711 comme pagus de Lasçois. Lors de la Guerre de cent ans, sa population passait de 450 feux à 40 feux, le village ne revint jamais à son importance antérieure. En 1787 140 feux et en 1789, il dépendait de l'intendance et de la généralité de Paris, de l'élection de Tonnerre et du bailliage de Sens.
Le village avait autrefois un hospice qui a été acheté et utilisé comme habitation en 1609.

## Politique et administration
| Période                                  | Période   | Identité          | Étiquette | Qualité     |
| ---------------------------------------- | --------- | ----------------- | --------- | ----------- |
| mars 2001                                | mars 2008 | Marie-Paule Dupin |           |             |
| mars 2008                                | mai 2020  | Francis Carre     | DVD       | Agriculteur |
| mai 2020                                 | En cours  | Éric Glorieux     |           |             |
| Les données manquantes sont à compléter. |           |                   |           |             |

## Démographie
L'évolution du nombre d'habitants est connue à travers les recensements de la population effectués dans la commune depuis 1793. Pour les communes de moins de 10 000 habitants, une enquête de recensement portant sur toute la population est réalisée tous les cinq ans, les populations de référence des années intermédiaires étant quant à elles estimées par interpolation ou extrapolation. Pour la commune, le premier recensement exhaustif entrant dans le cadre du nouveau dispositif a été réalisé en 2005.

En 2022, la commune comptait 177 habitants, en évolution de +5,36 % par rapport à 2016 (Aube : +0,7 %, France hors Mayotte : +2,11 %).
| 1793 | 1800 | 1806 | 1821 | 1831 | 1836 | 1841 | 1846 | 1851 |
| ---- | ---- | ---- | ---- | ---- | ---- | ---- | ---- | ---- |
| 695  | 719  | 727  | 798  | 788  | 764  | 756  | 760  | 743  |

| 1856 | 1861 | 1866 | 1872 | 1876 | 1881 | 1886 | 1891 | 1896 |
| ---- | ---- | ---- | ---- | ---- | ---- | ---- | ---- | ---- |
| 685  | 691  | 668  | 673  | 587  | 577  | 579  | 546  | 515  |

| 1901 | 1906 | 1911 | 1921 | 1926 | 1931 | 1936 | 1946 | 1954 |
| ---- | ---- | ---- | ---- | ---- | ---- | ---- | ---- | ---- |
| 507  | 476  | 470  | 380  | 361  | 325  | 351  | 343  | 313  |

| 1962 | 1968 | 1975 | 1982 | 1990 | 1999 | 2005 | 2006 | 2010 |
| ---- | ---- | ---- | ---- | ---- | ---- | ---- | ---- | ---- |
| 274  | 241  | 283  | 239  | 217  | 199  | 189  | 187  | 175  |

| 2015 | 2020 | 2022 | - | - | - | - | - | - |
| ---- | ---- | ---- | - | - | - | - | - | - |
| 168  | 172  | 177  | - | - | - | - | - | - |

## Culture et patrimoine

### Lieux et monuments
- L'église Saint-Valentin, placée sous le vocable de Valentin de Griselles, date du XVIe siècle. Elle est bâtie sur une croix latine avec une abside à cinq pans et une nef à cinq travées. Le clocher de 1826 était auparavant sur la croisée de transept. Elle est inscrite aux monuments historiques[22].

### Manifestation culturelle
En 1991 est créée l'Association des Bagneux de France, regroupant les sept communes homonymes des Hauts-de-Seine, de l'Allier, de l'Indre, de la Marne, de la Meurthe-et-Moselle, de l'Aube et de l'Aisne, dont les maires et les représentants se réunissent annuellement dans l'une de ces sept communes.